# (29353) Manu
(29353) Manu (1995 OG) – planetoida z pasa głównego asteroid okrążająca Słońce w ciągu 5,14 lat w średniej odległości 2,98 j.a. Odkryta 19 lipca 1995 roku.